# دونالد برتون
دونالد برتون (انگلیسی: Donald Burton؛ ۱۰ فوریه ۱۹۳۴ – ۸ دسامبر ۲۰۰۷) یک هنرپیشه اهل انگلستان بود.
از فیلم‌ها یا مجموعه‌های تلویزیونی که وی در آن‌ها نقش داشته‌است، می‌توان به محمد رسول‌الله و جنگ و صلح اشاره نمود.